# Сикоренко, Владимир Леонтьевич
Владимир Леонтьевич Сикоренко — советский хозяйственный и государственный деятель, лауреат Государственной премии СССР за выдающиеся достижения в труде.

## Биография
Родился в 1936 году. Член КПСС.
В 1957—1991 — шлифовщик, бригадир шлифовщиков хмельницкого завода «Электроприбор» имени 60-летия СССР Министерства радиопромышленности СССР.
За большой личный вклад в совершенствование техники и технологии производства был в составе коллектива удостоен Государственной премии СССР за выдающиеся достижения в труде 1983 года.
Делегат XXV съезда КПСС.
Жил в Хмельницком.

## Награды
- Орден Трудового Красного Знамени (1971)
- Орден Трудовой Славы II степени
- Орден Трудовой Славы III степени